# Šenbauerův dub
Šenbauerův dub je památný strom na severovýchodním okraji Chlumu Svaté Maří v okrese Sokolov v Karlovarském kraji, v zahradě u hrázděného domu čp.10, u staré cesty k bývalé obci Rusov. Solitérní dub letní (Quercus robur) má vysoký kmen a hustě zavětvenou korunu. Koruna stromu zasahuje nad budovu a příjezdovou komunikaci. Kmen a větší část koruny jsou značně porostlé plodným břečťanem.
Strom má měřený obvod 353 cm, výšku 21 m (měření 2003). Za památný byl vyhlášen v roce 1984 jako strom s významným vzrůstem.

## Stromy v okolí
- Zámecký dub v Chlumku
- Bambasův dub
- Dub u hráze
- Kaštan v Markvarci